# Tra le onde (singolo)
Tra le onde è un singolo del gruppo musicale italiano Il Volo, pubblicato il 6 dicembre 2024 come primo estratto dalla riedizione del nono album in studio Ad Astra.

## Descrizione
Il brano è scritto da Stefano Marletta e Michael Tenisci, il quale ha anche curato la produzione con Giovanni Pallotti, in arte E.D.D..

## Video musicale
Il video musicale, diretto da Marco Braia, è stato pubblicato in concomitanza all'uscita del brano attraverso il canale YouTube del gruppo.

## Tracce
Testi e musiche di Stefano Marletta e Michael Tenisci.
1. Tra le onde – 3:06